# Strobelite
«Strobelite» es un sencillo de la banda virtual británica Gorillaz, con el músico electrónico Peven Everett. El lanzamiento de la canción se produjo el 4 de agosto de 2017, del álbum Humanz.

## Video musical
El video musical de «Strobelite» fue lanzado el 7 de agosto de 2017. Fue creado por Passion Pictures.
El vídeo empieza en un club de baile, con los miembros animados de la banda 2-D y Noodle bailando en el centro del escenario entre una multitud de seguidores del club como colaborador Peven Everett canta desde el banquillo. Una combinación de acción en vivo y 3D CGIshots se utilizaron para crear el video, al igual que el video musical para el sencillo de Gorillaz 2010 "Stylo". La captura de movimiento se utilizó para animar a los miembros de la banda virtual. El video cuenta con cameos de varios colaboradores de Gorillaz, entre ellos Vince Staples, Posdnous de De La Soul, Jehnny Beth de Savages y Phil Cornwell, la voz de Murdoc Niccals, miembro de la banda de Gorillaz.